# Luzonskuggsnappare
Luzonskuggsnappare (Vauriella insignis) är en utrotningshotad fågel i familjen flugsnappare. Den förekommer i bergsskogar på filippinska ön Luzon. Arten är fåtalig och minskar i antal. IUCN kategoriserar den som sårbar.

## Utseende och läten
Luzonskuggsnappare är en stor (19 cm) och praktfullt tecknad flugsnappare. Den är olivbrun på huvud och ovansida, med rostkantade ving- och stjärtpennor. På huvudet syns ett tydligt vitt ögonbrynsstreck. Även strupen är vit, inramat på sidorna och nertill av mörkt rostbrunt. Flankerna är orangefärgade och buken vit, liksom undre stjärttäckarna. Gråhalsad trast är faktiskt ytligt lik men är ljusare med gråare huvud, saknar bröstbandet och har helt annorlunda beteende. Lätet är dåligt känt men den tros yttra tunna och ljusa fraser.

## Utbredning och systematik
Fågeln återfinns i bergsskogar på norra Luzon i norra Filippinerna. Den behandlas som monotypisk, det vill säga att den inte delas in i några underarter.

### Släktestillhörighet
Arten har tidigare först till släktet Rhinomyias, men genetiska studier visar att den förvånande nog står närmare kortvingarna i Brachypteryx och näktergalarna i Larvivora. Numera förs den tillsammans med ytterligare tre före detta Rhinomyias-flugsnappare till släktet Vauriella.

## Levnadssätt
Luzonskuggsnappare hittas i undervegetation i bergs- eller mosskogar huvudsakligen över 1500 meters höjd, men även ner till 950 meter. Den verkar föredra täta och skuggiga platser i områden som domineras av ek. Dock har den även påträffats i skog med relativt lite undervegetation och i ungskog i områden intill ursprunglig ekskog.

## Status
Luzonskuggsnappare har ett litet och naturligt fragmenterat utbredningsområde, men beståndet anses vara stabilt. Internationella naturvårdsunionen IUCN kategoriserar den som livskraftig.

## Namn
Fågelns vetenskapliga släktesnamn Vauriella är diminutiv av Charles Vaurie (1906–1975), en amerikansk ornitolog och systematiker.